# Gríms saga loðinkinna
Gríms saga loðinkinna is een van de legendarische sagen uit de Noordse mythologie. Het is uit de 14de eeuw, maar het vindt plaats in de 8ste eeuw in Noorwegen. Het is een van de verhalen uit de Hrafnistumannasögur rond Ketil Höing en zijn familie.
Het verhaal gaat over Grim, de zoon van Ketil Höing, en zijn bruid. Op aansporen van de slechte stiefmoeder, wordt de bruid meegenomen om bij de trollen te gaan leven. Daar wordt ze teruggevonden door Grim.

## Bron
- Ohlmarks, Åke. (1982). Fornnordiskt lexikon. Tiden. ISBN 91-550-2511-0